# Локпорт (Њујорк)
Локпорт (енгл. Lockport) град је у америчкој савезној држави Њујорк. По попису становништва из 2010. у њему је живело 21.165 становника.

## Демографија
Према попису становништва из 2010. у граду је живело 21.165 становника, што је 1.114 (5,0%) становника мање него 2000. године.
| Група             | 2000.          | 2010.          |
| Белци             | 20.018 (89,9%) | 18.132 (85,7%) |
| Афроамериканци    | 1.287 (5,8%)   | 1.526 (7,2%)   |
| Азијати           | 108 (0,5%)     | 110 (0,5%)     |
| Хиспаноамериканци | 460 (2,1%)     | 674 (3,2%)     |
| Укупно            | 22.279         | 21.165         |